# 政军关系

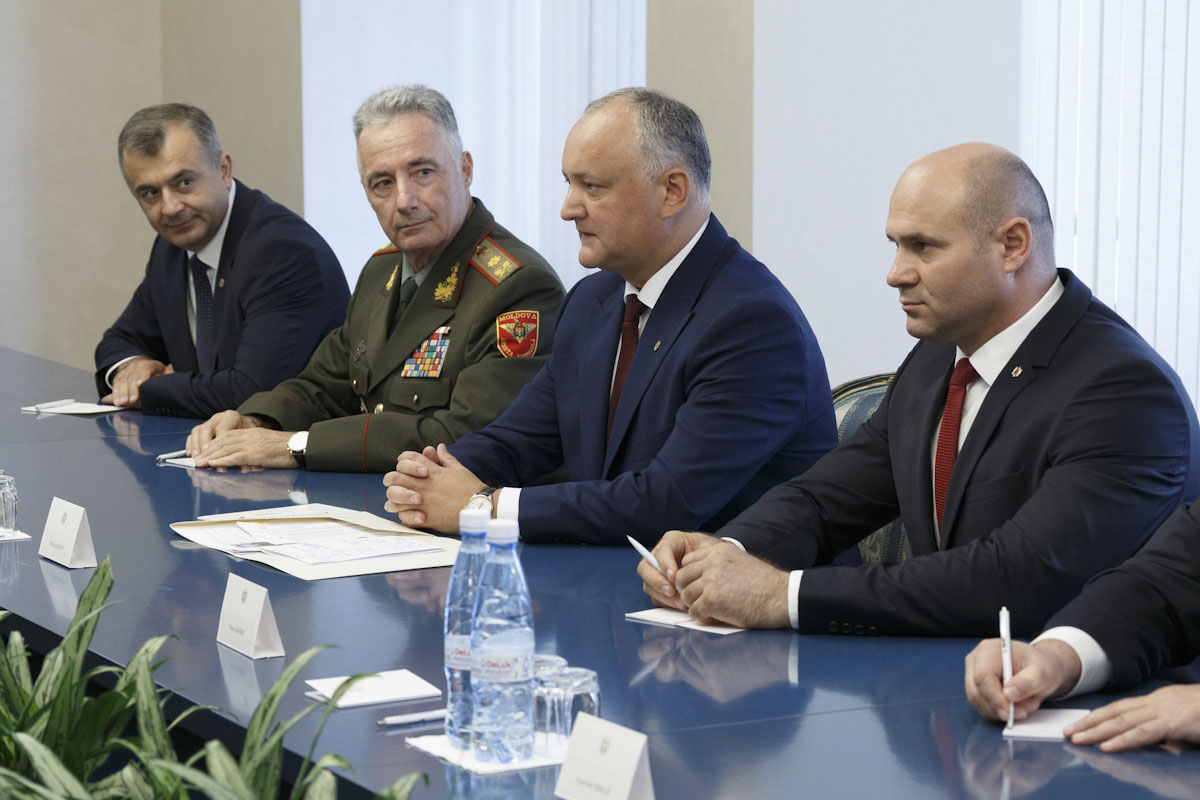

政军关系或军政关系、軍文關係或文武關係，是指作为政治主体的整个公民社会与军队组织之间的关系。狭义上讲，这一术语描述的是某一社会之文民當局与軍事當局之间的关系。多数对于军文关系的研究大多都是往往基于军队国家化的政权要优于由军队控制的政权的一个严格假设。而这一原则却仅仅是基于经验：用以解释军队国家化是如何建立和维持的。